# 約納斯·富勒爾
約納斯·富勒爾（德語：Jonas Furrer，1805年3月3日—1861年7月25日），瑞士政治家，於1848年到1861年擔任瑞士聯邦委員會委員，是1848年《瑞士聯邦憲法》成立後的首任成員之一，為基進黨（現在的瑞士自由民主黨）成員，逝世於委員會任內。
在任期内，他主要主持领导了以下部门的工作：
- 政治部（1848年-1849年）
- 司法警察部（1850年-1851年）
- 政治部（1852年）
- 司法警察部（1853年-1854年）
- 政治部（1855年）
- 司法警察部（1856年-1857年）
- 政治部（1858年）
- 司法警察部（1859年-1861年）

他于1848年11月21日至1849年12月31日期间出任瑞士历史上首任联邦总统，此后他又于1852年、1855年和1858年期间三次出任该职。
在这之前，他还曾于1845年4月2日-1845年12月31日期间担任瑞士国会议长（President of the Swiss Diet）。
约纳斯·富勒尔于1861年7月25日在任内去世。

## 外部連結
- 約納斯·富勒爾在線上《瑞士歷史辭典》中的德文、法文或版詞條。

| 前任： 无 (首任)         | 瑞士联邦委员会主席 1848年        | 繼任： 弗朗西斯·布拉特 |
| 前任： 无/最早的七位委员 | 瑞士联邦委员会委员 1848年–1861年 | 繼任： 雅各布·杜布斯   |